# Divisão N.º 9 (Manitoba)
A Divisão N.º 9 é uma das vinte e três divisões do censo da província de Manitoba no Canadá. A área  faz parte da Região das Planícies Centrais, no sul de Manitoba e sua maior cidade é Portage la Prairie.